# Simplexvirus atelinealpha1
Espèce
Simplexvirus atelinealpha1 est une espèce de virus du genre Simplexvirus de la sous-famille Alphaherpesvirinae, famille Orthoherpesviridae et de l'ordre des Herpesvirales, connue sous les abréviations HSVA-1 ou  AtHV-1.

## Taxonomie
Simplexvirus atelinealpha1 est le taxon officiel de l'ICTV et son acronyme officiel[réf. nécessaire] est AtHV-1,.

### Synonymes
L'espèce Ateline alphaherpesvirus 1 est également connue sous les noms suivants : herpesvirus ateles (type 1 / souche lennette), Spider monkey herpesvirus, Ateline alphaherpesvirus 1, Ateline herpesvirus 1, Spider monkey alpha-herpesvirus type 1 et herpesvirus ateles 1 HVA 1.

## Hôte
L'hôte naturel de cette espèce est le singe araignée (Ateles geoffroyi) du Guatemala chez qui il a été isolé en 1972,.